# Walerij Lobanowskyj
Walerij Wassyljowytsch Lobanowskyj (ukrainisch Валерій Васильович Лобановський, wiss. Transliteration Valerij Vasylʹovyč Lobanovsʹkyj; russisch Валерий Васильевич Лобановский Waleri Wassiljewitsch Lobanowski; * 6. Januar 1939 in Kiew, Ukrainische SSR, Sowjetunion; † 13. Mai 2002 in Saporischschja, Ukraine) war ein sowjetischer bzw. ukrainischer Fußballspieler und -trainer.
Er ist insbesondere für seine Tätigkeit bei Dynamo Kiew, der sowjetischen Fußballnationalmannschaft und der ukrainischen Fußballnationalmannschaft bekannt.

## Spielerkarriere
Lobanowskyj begann seine Spielerkarriere als linker Flügelspieler bei Dynamo Kiew, mit dem er sowohl Sowjetischer Meister als auch Pokalsieger wurde. Er verbrachte sieben Jahre in Kiew, bevor er seine Karriere nach kurzen Auftritten bei Tschornomorez Odessa und Schachtar Donezk im Alter von 29 Jahren beendete. In seiner Spielerlaufbahn schoss er 71 Tore in 253 Spielen. Er nahm an zwei Weltmeisterschaften und zwei Olympischen Spielen teil. Insgesamt kam er zu zwei Länderspieleinsätzen, als auch auf zwei Spiele in der Olympiaauswahl, die damals, gemeinsam mit anderen Ostblock-Mannschaften, die Olympiaturniere beherrschten. Sein bekanntes Markenzeichen waren die Eckstöße, die er häufig direkt ins Tor verwandelte.

## Trainerkarriere
Ein Jahr nach der Beendigung seiner Spielerlaufbahn wurde Lobanowskyj zum Trainer von Dnepr Dnepropetrowsk. Nach vier vergleichsweise unspektakulären Jahren erfolgte ein Wechsel zu seinem früheren Club, Dynamo Kiew, den er ab der Saison 1974 17 Jahre lang trainierte. Während der Zeit bei Kiew brach er die russische Dominanz im sowjetischen Fußball. Ihm gelang es, 8-mal Meister und 6-mal Pokalsieger in der Sowjetunion zu werden und 2-mal den Europapokal der Pokalsieger (in den Spielzeiten 1974/75 und 1985/86) zu gewinnen. Zusätzlich errangen die Kiewer Dynamos unter seiner Leitung 1975 den europäischen Supercup.
Grund für diese Erfolge war vor allem die heute als modern angesehene Spielweise mit doppelter Viererkette und ohne Libero, die Lobanowskyj als erster europäischer Trainer überhaupt in den 70er Jahren einführte. Dies beeinflusste vor allem niederländische und italienische Trainer, die so nach und nach die Spielweise ihrer Mannschaften umstellten, darunter auch Arrigo Sacchi, der mit dem AC Mailand zahlreiche internationale Erfolge feierte und wiederholt Lobanowskyj zu seinen großen Vorbildern zählte. Zu seinen Bewunderern zählen auch Franz Beckenbauer und Ralf Rangnick. Auch setzte Lobanowskyj auf eine systematische Analyse der Spiele seiner Mannschaft sowie deren Gegner, er ließ Belastungsdiagramme erstellen und Videos auswerten.
Parallel war er während dieser Zeit dreimal als sowjetischer Nationaltrainer tätig. Er errang die Bronzemedaille bei den Olympischen Sommerspielen 1976 bei seinem ersten Engagement als Nationaltrainer. Die meiste Aufmerksamkeit bekam er jedoch beim dritten Mal, als er ein Team nahezu ausschließlich aus seinen eigenen Spielern von Dynamo Kiew zusammenstellte. Bei der Weltmeisterschaft 1986 wurde die Mannschaft Gruppenerster, musste sich jedoch bereits im Achtelfinale Belgien nach einem spannenden Spiel in der Verlängerung 4:3 geschlagen geben. Den größten Erfolg erzielte die Mannschaft allerdings bei der Europameisterschaft 1988. Das Team von Lobanowskyj wurde wiederum Gruppenerster, wobei unter anderem die Niederlande besiegt wurden. Die beiden Mannschaften trafen sich erst im Finale wieder, in dem die Niederlande siegten.
Im Zuge der Perestroika verließen viele von Lobanowskyj besten Spielern sowohl Kiew als auch die UdSSR, um in Westeuropa zu spielen. Lobanowskyj verließ Dynamo Kiew und nahm 1992 das finanziell lukrative Angebot bei der Nationalmannschaft der Vereinigten Arabischen Emirate an. Nach vier unspektakulären Jahren wechselte er zu der kuwaitischen Nationalmannschaft, die er von 1994 bis 1996 trainierte.
Im Januar 1997 kehrte Lobanowskyj zu Dynamo Kiew zurück. Der Club befand sich damals in einer tiefen Krise. Einerseits war er von der UEFA nach einem Bestechungsskandal von einem internationalen Wettbewerb ausgesperrt, andererseits musste man auch in der heimischen Liga hart kämpfen. Lobanowskyj konnte jedoch bald das Ruder herumreißen und brachte den Club zurück an die Spitze des europäischen Fußballs. Kiew erreichte 1999 das Halbfinale der Champions League, wo man nur knapp mit 3:4 (Hinspiel 3:3, Rückspiel 0:1) gegen den FC Bayern München verlor. Zwischen 2000 und 2001 war er parallel auch Trainer der ukrainischen Fußballnationalmannschaft.

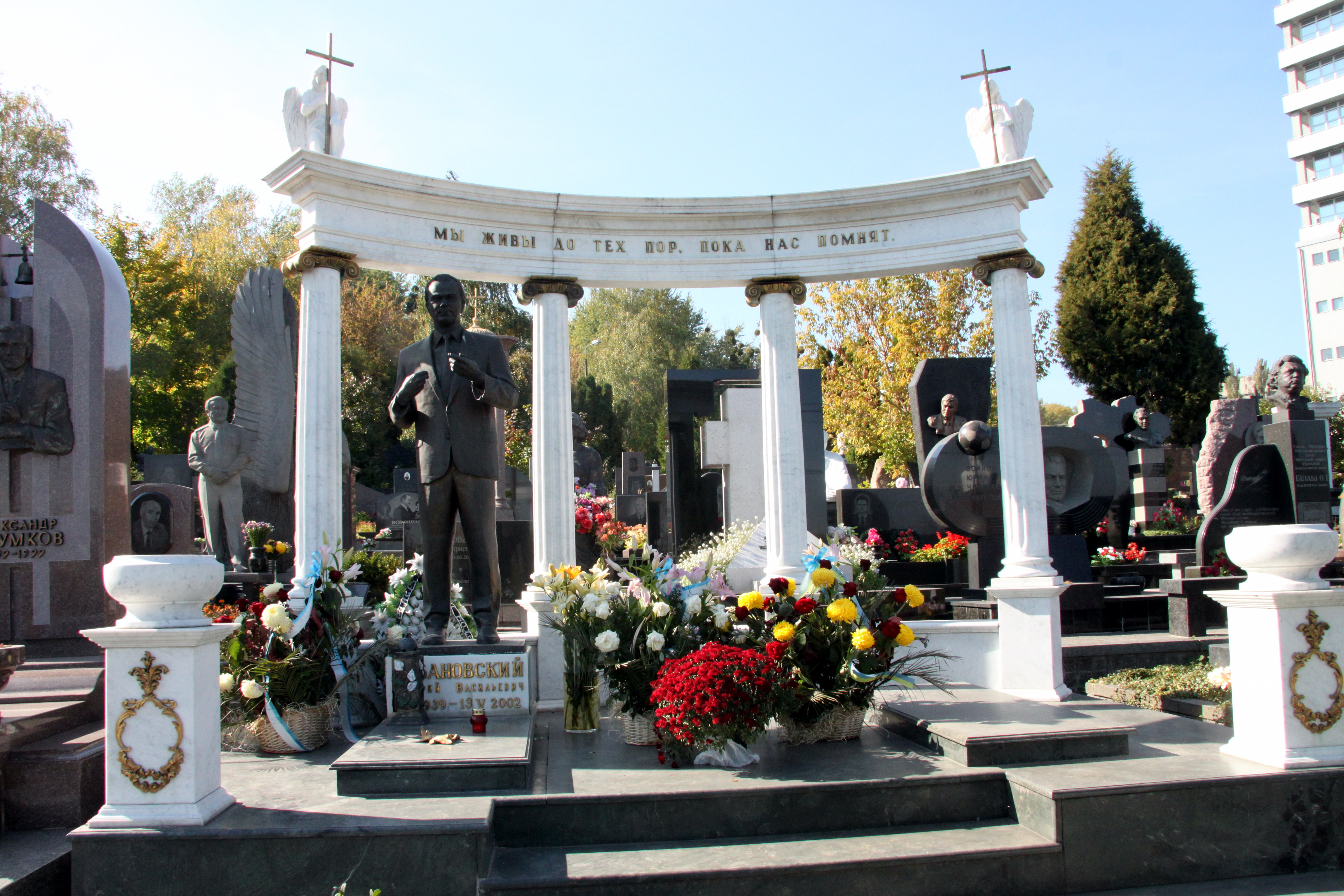
Lobanowskyjs Grab auf dem Kiewer Baikowe-Friedhof

Lobanowskyj erlitt am 7. Mai 2002 einen Schlaganfall und starb an dessen Folgen wenige Tage später. Er wurde in Kiew auf dem Baikowe-Friedhof beigesetzt. An seiner Beerdigung nahmen mehr als 200.000 Menschen teil, unter ihnen viele weltbekannte Persönlichkeiten. Nach seinem Tod wurde ihm der Titel Held der Ukraine verliehen, die höchste Auszeichnung des Landes. Auch wurde das Fußballstadion von Dynamo Kiew nach ihm benannt. Nahe dem Stadion befindet sich ein im Mai 2003 zunächst im Stadioninneren eingeweihtes und später vor dessen Haupteingang versetztes Denkmal, das Lobanowskyj lebensgroß auf einer Trainerbank sitzend zeigt. Im Zuge der Dekommunisierung in der Ukraine wurde im Dezember 2015 der vormalige Kiewer Prospekt Roter Stern in Prospekt Walerij Lobanowskyj umbenannt.

## Trivia
Nach dem Sieg der sowjetischen Fußballnationalmannschaft gegen England am 18. Juni 1988 im Frankfurter Waldstadion ließ sich Lobanowskyj nach Mainz ins ZDF-Sportstudio bringen. Er war dort zwar nicht eingeladen worden, durfte als Gast allerdings trotzdem teilnehmen.

## Erfolge
Als Spieler
- Sowjetische Meisterschaft: 1961
- Sowjetischer Pokal: 1964

Als Trainer
- Europapokal der Pokalsieger: 1975, 1986
- UEFA Super Cup: 1975
- Sowjetische Meisterschaft: 1974, 1975, 1977, 1980, 1981, 1985, 1986, 1990
- Sowjetischer Pokal: 1974, 1978, 1982, 1985, 1987, 1990
- Sowjetischer Superpokal: 1981, 1986, 1987
- Ukrainische Meisterschaft: 1996/97, 1997/98, 1998/99, 1999/2000, 2000/01
- Ukrainischer Pokal: 1997/98, 1998/99, 1999/2000
- Silbermedaille bei der Fußball-Europameisterschaft 1988
- Bronzemedaille bei den Olympischen Sommerspielen 1976
- Bronzemedaille bei den Asienspielen: 1994
- Golfpokal-Sieger: 1996